# Auritz
Auritz (oficialment bilingüe Auritz/Burguete) és un municipi de Navarra, a la comarca d'Auñamendi, dins la merindad de Sangüesa. Limita amb Roncesvalls al nord, Garralda a l'est i amb Erroibar al sud.

## Demografia
| 1900 | 1910 | 1920 | 1930 | 1940 | 1950 | 1960 | 1970 | 1981 | 1991 | 1996 | 2001 | 2005 |
| ---- | ---- | ---- | ---- | ---- | ---- | ---- | ---- | ---- | ---- | ---- | ---- | ---- |
| 425  | 451  | 436  | 450  | 415  | 441  | 410  | 300  | 348  | 321  | 320  | 326  | 315  |

## Topònim
Aquesta localitat enclavada en la zona bascòfona de Navarra té una doble tradició en la seva denominació. La població va sorgir com un burg o poble al pla que hi ha als peus del veí hospital de pelegrins de Roncesvalls. A causa d'això a l'edat mitjana va rebre denominacions com Roncesvalles (confonent Burguete amb la col·legiata i el conjunt de la vall on s'enclava), Burgo del Llano, Burgo del Lano de Roncesvalles o Burgo de Roncesvalles. Una sèrie d'incendis van fer decaure la seva importància en el segle xv. Així en 1476 és esmentat en el Llibre de Comptos amb el diminutiu de Burguete de Roncesvalles. Amb el pas del temps i atès que mai va passar de ser una població modesta, seria conegut definitivament com a Burguete. La veïna localitat d'Espinal rep el nom d'Aurizberri (Auritz nou) en eusquera.